# Gryzikamień
Gryzikamień – wieś sołecka w Polsce położona w województwie świętokrzyskim, w powiecie opatowskim, w gminie Iwaniska.
Wieś leżąca w powiecie sandomierskim województwa sandomierskiego wchodziła w XVII wieku w skład kompleksu iwaniskiego dóbr Zbigniewa Ossolińskiego. W latach 1975–1998 miejscowość administracyjnie należała do województwa tarnobrzeskiego.
Przez wieś przebiega droga wojewódzka nr 757 z Opatowa do Stopnicy.

## Historia
Według Długosza w XV w. wieś była własnością Jana Oleśnickiego herbu Dębno i należała do parafii w Ujeździe.
W 1629 roku właścicielem wsi położonej w powiecie sandomierskim województwa sandomierskiego był Krzysztof  Ossoliński.
W 1880 r. Gryzikamień liczył 22 domy, 161 mieszkańców i 187 morg ziemi włościańskiej. Wieś należała do parafii w Iwaniskach i gminy w Malkowicach.